# Maria Veleda
Maria Veleda, född 1871, död 1955, var en portugisisk feminist.  
Hon var medgrundare av Grupo Português dos Estudos Feministas och grundare och ordförande för Liga Republicana das Mulheres Portuguesas och engagerad i kampanjen för rösträtt för kvinnor. Hon ansågs tillhöra den mest radikala falangen i den portugisiska kvinnorörelsen, och förespråkade rösträtt utan begränsningar. 